# Élections législatives de 1988 à La Réunion
Les élections législatives françaises de 1988 se déroulent les 5 et 12 juin. Dans le département de La Réunion, cinq députés sont à élire dans le cadre de cinq circonscriptions.

## Élus
| Circonscription | Député sortant        | Parti                 | Parti                 | Député élu ou réélu  | Parti | Parti         |
| --------------- | --------------------- | --------------------- | --------------------- | -------------------- | ----- | ------------- |
| 1re             | Scrutin proportionnel | Scrutin proportionnel | Scrutin proportionnel | Auguste Legros       |       | Divers droite |
| 2e              | Scrutin proportionnel | Scrutin proportionnel | Scrutin proportionnel | Laurent Vergès       |       | PCR           |
| 3e              | Scrutin proportionnel | Scrutin proportionnel | Scrutin proportionnel | André Thien Ah Koon  |       | Divers droite |
| 4e              | Scrutin proportionnel | Scrutin proportionnel | Scrutin proportionnel | Élie Hoarau          |       | PCR           |
| 5e              | Scrutin proportionnel | Scrutin proportionnel | Scrutin proportionnel | Jean-Paul Virapoullé |       | UDF (CDS)     |

## Positionnement des partis
L'UDF et le RPR se présentent unis sous l'étiquette « Union du Rassemblement et du Centre » tandis que les candidats du Parti socialiste se rangent sous la bannière de la « Majorité présidentielle pour la France unie », slogan de la campagne présidentielle de François Mitterrand.

## Résultats

### Résultats à l'échelle du département
| Parti          | Parti                               | Premier tour | Premier tour | Second tour | Second tour | Sièges |
| Parti          | Parti                               | Voix         | %            | Voix        | %           | Sièges |
| -------------- | ----------------------------------- | ------------ | ------------ | ----------- | ----------- | ------ |
|                | Divers droite                       | 49 482       | 26,54        | 48 714      | 28,55       | 2      |
|                | Union pour la démocratie française  | 15 301       | 8,21         | 22 545      | 13,21       | 1      |
|                | Rassemblement pour la République    | 13 718       | 7,36         | 18 042      | 10,57       | 0      |
|                | Union du Rassemblement et du Centre | 78 501       | 42,10        | 89 301      | 52,33       | 3      |
|                |                                     |              |              |             |             |        |
|                | Parti socialiste                    | 34 903       | 18,72        | 16 411      | 9,62        | 0      |
|                | Divers gauche (Maj. prés.)          | 3 218        | 1,73         |             |             | 0      |
|                | La France unie                      | 38 121       | 20,44        | 16 411      | 9,62        | 2      |
|                |                                     |              |              |             |             |        |
|                | Parti communiste réunionnais        | 69 359       | 37,20        | 64 941      | 38,05       | 2      |
|                | Régionaliste                        | 280          | 0,15         |             |             | 0      |
|                | Extrême droite                      | 208          | 0,11         | 0           |             |        |
|                |                                     |              |              |             |             |        |
| Inscrits       | Inscrits                            | 293 104      | 100,00       | 234 725     | 100,00      | 5      |
| Abstentions    | Abstentions                         | 102 674      | 35,03        | 59 892      | 25,52       |        |
| Votants        | Votants                             | 190 430      | 64,97        | 174 833     | 74,48       |        |
| Blancs et nuls | Blancs et nuls                      | 3 961        | 2,08         | 4 180       | 2,39        |        |
| Exprimés       | Exprimés                            | 186 469      | 97,92        | 170 653     | 97,61       |        |

### Résultats par circonscription

#### Première circonscription (Saint-Denis)
| Candidat       | Candidat           | Parti                      | Premier tour | Premier tour | Second tour | Second tour |  |
| Candidat       | Candidat           | Parti                      | Voix         | %            | Voix        | %           |  |
| -------------- | ------------------ | -------------------------- | ------------ | ------------ | ----------- | ----------- |  |
|                | Auguste Legros élu | Divers droite              | 10 831       | 37,44        | 18 673      | 53,22       |  |
|                | Gilbert Annette    | PS                         | 8 544        | 29,53        | 16 411      | 46,78       |  |
|                | Camille Sudre      | Divers gauche (Maj. prés.) | 2 991        | 10,34        |             |             |  |
|                | Raymond Lauret     | PCR                        | 2 084        | 7,2          |             |             |  |
|                | Gilbert Gérard     | Divers droite              | 1 680        | 5,81         |             |             |  |
|                | Alain Defaud       | RPR                        | 1 523        | 5,26         |             |             |  |
|                | Mario Lechat       | Divers droite              | 841          | 2,91         |             |             |  |
|                | Georges Sisco      | Divers gauche (Maj. prés.) | 227          | 0,78         |             |             |  |
|                | Jacques Fastre     | Extrême droite             | 208          | 0,72         |             |             |  |
|                |                    |                            |              |              |             |             |  |
| Inscrits       | Inscrits           | Inscrits                   | 53 782       | 100,00       | 53 753      | 100,00      |  |
| Abstentions    | Abstentions        | Abstentions                | 24 361       | 45,3         | 18 041      | 33,56       |  |
| Votants        | Votants            | Votants                    | 29 421       | 54,7         | 35 712      | 66,44       |  |
| Blancs et nuls | Blancs et nuls     | Blancs et nuls             | 492          | 1,67         | 628         | 1,76        |  |
| Exprimés       | Exprimés           | Exprimés                   | 28 929       | 98,33        | 35 084      | 98,24       |  |

#### Deuxième circonscription (Saint-Paul)
|                | Laurent Vergès sortant réélu | PCR            | 21 051 | 56,89  |  |  |  |
|                | Jean-Marc Benard             | Divers droite  | 11 163 | 30,17  |  |  |  |
|                | Gabriel Armoudom             | PS             | 3 858  | 10,43  |  |  |  |
|                | Georges Rivière              | Divers droite  | 928    | 2,51   |  |  |  |
|                |                              |                |        |        |  |  |  |
| Inscrits       | Inscrits                     | Inscrits       | 58 344 | 100,00 |  |  |  |
| Abstentions    | Abstentions                  | Abstentions    | 20 214 | 34,65  |  |  |  |
| Votants        | Votants                      | Votants        | 38 130 | 65,35  |  |  |  |
| Blancs et nuls | Blancs et nuls               | Blancs et nuls | 1 130  | 2,96   |  |  |  |
| Exprimés       | Exprimés                     | Exprimés       | 37 000 | 97,04  |  |  |  |

#### Troisième circonscription (Le Tampon)
| Candidat       | Candidat                          | Parti          | Premier tour | Premier tour | Second tour | Second tour |  |
| Candidat       | Candidat                          | Parti          | Voix         | %            | Voix        | %           |  |
| -------------- | --------------------------------- | -------------- | ------------ | ------------ | ----------- | ----------- |  |
|                | André Thien Ah Koon sortant réélu | Divers droite  | 22 880       | 47,91        | 30 041      | 54,71       |  |
|                | Claude Hoarau                     | PCR            | 18 914       | 39,61        | 24 873      | 45,29       |  |
|                | Michel-Charles Hoarau             | PS             | 4 801        | 10,05        |             |             |  |
|                | Claude Hoarau                     | Divers droite  | 1 159        | 2,43         |             |             |  |
|                |                                   |                |              |              |             |             |  |
| Inscrits       | Inscrits                          | Inscrits       | 69 077       | 100,00       | 69 070      | 100,00      |  |
| Abstentions    | Abstentions                       | Abstentions    | 20 374       | 29,49        | 12 967      | 18,77       |  |
| Votants        | Votants                           | Votants        | 48 703       | 70,51        | 56 103      | 81,23       |  |
| Blancs et nuls | Blancs et nuls                    | Blancs et nuls | 949          | 1,95         | 1 189       | 2,12        |  |
| Exprimés       | Exprimés                          | Exprimés       | 47 754       | 98,05        | 54 914      | 97,88       |  |

#### Quatrième circonscription (Saint-Pierre)
| Candidat       | Candidat              | Parti          | Premier tour | Premier tour | Second tour | Second tour |  |
| Candidat       | Candidat              | Parti          | Voix         | %            | Voix        | %           |  |
| -------------- | --------------------- | -------------- | ------------ | ------------ | ----------- | ----------- |  |
|                | Élie Hoarau élu       | PCR            | 15 171       | 44,96        | 20 452      | 53,13       |  |
|                | André-Maurice Pihouée | RPR (URC)      | 12 195       | 36,14        | 18 042      | 46,87       |  |
|                | Wilfrid Bertile       | PS             | 6 378        | 18,9         |             |             |  |
|                |                       |                |              |              |             |             |  |
| Inscrits       | Inscrits              | Inscrits       | 51 856       | 100,00       | 51 859      | 100,00      |  |
| Abstentions    | Abstentions           | Abstentions    | 17 346       | 33,45        | 12 272      | 23,66       |  |
| Votants        | Votants               | Votants        | 34 510       | 66,55        | 39 587      | 76,34       |  |
| Blancs et nuls | Blancs et nuls        | Blancs et nuls | 766          | 2,22         | 1 093       | 2,76        |  |
| Exprimés       | Exprimés              | Exprimés       | 33 744       | 97,78        | 38 494      | 97,24       |  |

#### Cinquième circonscription (Saint-Benoît)
| Candidat       | Candidat                           | Parti           | Premier tour | Premier tour | Second tour | Second tour |  |
| Candidat       | Candidat                           | Parti           | Voix         | %            | Voix        | %           |  |
| -------------- | ---------------------------------- | --------------- | ------------ | ------------ | ----------- | ----------- |  |
|                | Jean-Paul Virapoullé sortant réélu | UDF (CDS) (URC) | 15 301       | 39,19        | 22 545      | 53,47       |  |
|                | Paul Vergès                        | PCR             | 12 139       | 31,09        | 19 616      | 46,53       |  |
|                | Jean-Claude Fruteau                | PS              | 11 322       | 29           |             |             |  |
|                | Jean-Baptiste Ponama               | Régionaliste    | 280          | 0,72         |             |             |  |
|                |                                    |                 |              |              |             |             |  |
| Inscrits       | Inscrits                           | Inscrits        | 60 045       | 100,00       | 60 043      | 100,00      |  |
| Abstentions    | Abstentions                        | Abstentions     | 20 379       | 33,94        | 16 612      | 27,67       |  |
| Votants        | Votants                            | Votants         | 39 666       | 66,06        | 43 431      | 72,33       |  |
| Blancs et nuls | Blancs et nuls                     | Blancs et nuls  | 624          | 1,57         | 1 270       | 2,92        |  |
| Exprimés       | Exprimés                           | Exprimés        | 39 042       | 98,43        | 42 161      | 97,08       |  |